# 1 Teenage Blues
Singles
1 Teenage Blues (①ティーネイジ ブルース) est le premier album solo de Mana Ogawa. Il est sorti le 21 juillet 2010 au Japon sur le label TNX, distribué par Pony Canyon, écrit et produit par Tsunku. Il contient deux titres sortis en singles, dont un dans le cadre de Kitagawa Mimi (CV Ogawa Mana) with MM Gakuen Gasshōbu, en version solo.

## Titres
1. Hitoribocchi no Watashi (一人ぼっちの私?)
2. Teenage Blues (ティーネイジ ブルース?)
3. Genki ni Nare! (Ogawa Mana ver.) (元気になれっ！（小川真奈 ver）?)
4. Keep on dreamin’!
5. Jealousy to iu ka Nanto iu ka (ジェラシーというかなんというか?)
6. Zenbu Uso Janai yo (全部 ウソじゃないよ?)
7. Oozora ni Mukatte (大空に向かって?)
8. Mabushii Yuuki wo Mune ni Himete (眩しい勇気を胸に秘めて?)
9. MAP ~Mirai no Chizu~ (MAP 〜未来の地図〜?)
10. Suppin Rock (スッピンロック?)